# Джеймс Герберт
Джеймс Герберт (нар. 8 травня 1943, Лондон — пом. 20 березня 2013) — англійський письменник у жанрі жахів, відомий, перш за все, завдяки своєму роману «Щури»,

## Біографія і творчість
У молодості був співаком, а також працював керівником рекламного агентства.
Його перший роман «Щури» побачив світ у 1982. Цей фантастичний твір розповідає про щурів-людожерів, що напали на Лондон. За перші три тижні було продано 100 тисяч екземплярів роману. У тому ж році книгу екранізували.
Загалом Герберт написав 23 романи і продав близько 54 мільйонів примірників своїх творів. Останній із його романів, «Ash» («Попіл»), вийшов у серпні 2012 року.
Помер у своєму будинку в графстві Суссекс.

## Відзнаки
У 2010 році письменника було нагороджено Орденом Британської імперії.